# Hôtel de Mondrainville
L'hôtel de Mondrainville, dit aussi hôtel de la Monnaie, est un hôtel particulier construit entre 1531 et 1562 dans le centre-ville ancien de Caen par Étienne Duval de Mondrainville. Il était situé au 12 rue de la Monnaie, en partie détruit en 1944, il se trouve désormais au no 7 de la rue Gémare (quartier des Quatrans).

## Histoire
Né en 1507 et mort en 1578, Étienne Duval de Mondrainville est un riche bourgeois caennais ayant prospéré grâce au commerce du blé et anobli sans finance le 24 mai 1548. C'est un membre éminent de l'élite caennaise : en 1532, il est capitaine de la milice, de 1534 à 1537, gouverneur-échevin et en 1576, receveur général de Normandie. C'est également un grand amateur d'art et un esprit éclairé. En 1562, bien qu'il soit catholique, les huguenots caennais le sollicitent pour plaider leur cause auprès du roi. François de Malherbe, son parent par alliance, séjourne chez lui. C'est également un mécène : il finance la fête du Palinod, concours de poésie en l'honneur de la Vierge, et une chapelle de l'église Saint-Pierre. Mais dans le domaine de l'architecture, sa plus grande contribution reste son hôtel particulier construit dans la paroisse Notre-Dame. Comme l'hôtel d'Escoville construit dans les années 1530, il est caractéristique de l'architecture Renaissance. 
L'hôtel, composé de trois bâtiments principaux et de dépendances, est construit en plusieurs étapes : le corps de logis en 1531, le portail monumental en 1534, le casino en 1549, après l'anoblissement d'Étienne Duval, et enfin le grand hôtel et ses greniers en 1561. Au fil du temps, ces bâtiments ont reçu des noms et des affectations différents. Le premier bâtiment se trouvait à l'angle de la cour de la Monnaie et de la rue du même nom. C'était le corps de logis principal et reçut plus tard le nom d'hôtel de la Monnaie ou de petit hôtel de la Monnaie car il abrita l'hôtel de la Monnaie du début du XVIIIe siècle à 1757. Derrière, se trouvait le casino, espace de réception où Étienne Duval de Mondrainville pouvait organiser des banquets ou des réceptions culturelles. Cet édifice a toujours gardé le nom originel d'hôtel de Mondrainville. Enfin le troisième bâtiment était doté d'un grand et large escalier et a été baptisé par la suite grand hôtel de la Monnaie pour le distinguer de l'autre bâtiment.
Au XIXe siècle, l'hôtel est occupé par des imprimeries (Delos, puis Domin) et au début du XXe siècle son pavillon de plaisance est utilisé par madame Domin, artiste-peintre, qui installe au rez-de-chaussée une salle d’exposition et au premier étage son atelier de peinture. À cette époque, le grand hôtel a quant à lui pratiquement disparu. 
Pendant la bataille de Caen, l'hôtel est bombardé. Seul le bâtiment de plaisance a pu être conservé ; il est toutefois sérieusement endommagé par l'incendie provoquée par les bombes incendiaires et ses quatre murs calcinés doivent être étayés d’urgence en 1945. En juin 1950, l’inspecteur général, avisé de la mise à l'enquête du remembrement de l'îlot dans lequel se trouvait l’hôtel, veut demander son dégagement. Mais la Caisse d'épargne a déjà obtenu le permis de construire pour un bâtiment en remplacement de son siège de la rue de Bras ; les fondations, à l’emplacement de l'ancien hôtel de la Monnaie ont déjà été creusées. Le pavillon n’étant plus visible, on s’interroge alors sur la nécessité de sa restauration. Dans le contexte de la Reconstruction, la possibilité de voir les monuments était en effet une nécessité absolue pour leur restauration. Il est donc sauvé in extremis par Louis Bourdil qui rappelle que le pavillon est visible depuis le hall vitré de la nouvelle Caisse d’épargne. Ainsi contrairement aux autres bâtiments dégagés par la Reconstruction, les vestiges de l’hôtel de Mondrainville sont restés relativement enclavés. La restauration du pavillon commença en 1969 pour se poursuivre au moins jusqu’en 1973. 
Réhabilité sans programme précis, ce bâtiment n'a pas réussi à trouver une destination définitive. De même, le terrain autour de l'hôtel n'a jamais été aménagé et demeure aujourd'hui à l'état de terrain vague. Plusieurs projets, tous abandonnés, se succèdent. Il sert de dépôt d’archives de la direction régionale des Affaires culturelles jusqu'au regroupement des services en 1998. En 2009, deux logements ont été aménagés dans les parties supérieures de l'édifice, le rez-de-chaussée n'ayant pas encore d'affectation définitive.

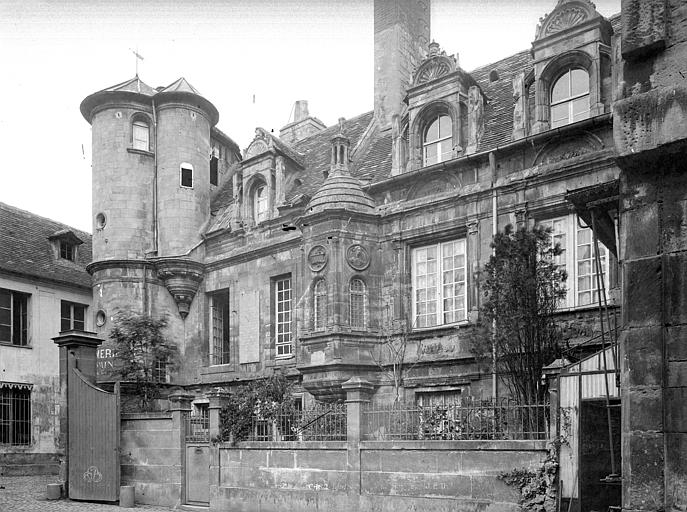
L'ancien hôtel de la Monnaie.
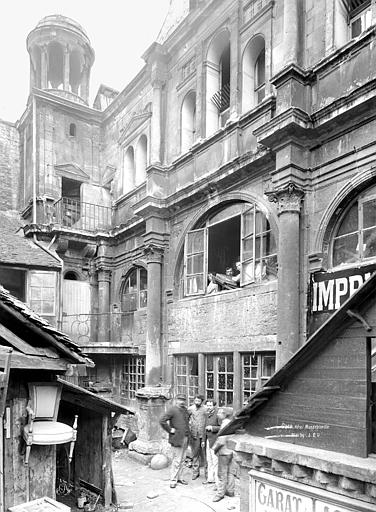
Le casino à la fin du XIXe siècle.

## Architecture
La totalité de l'édifice est classée monument historique depuis 1889.
Le casino, heureusement restauré après la Seconde guerre mondiale, était un des éléments les plus intéressants avec le corps de logis, malheureusement totalement détruit. Comme l'hôtel d'Escoville, c'est un très bel exemple de l'architecture de la deuxième période de la Renaissance française. L'architecte s'est fortement inspiré du style italien tout en gardant des éléments caractéristiques de l'architecture française. 
Contrairement aux édifices construits au Moyen Âge, le bâtiment n'est pas très haut et ne compte qu'un étage, alors qu'il était courant de construire des maisons sur trois ou quatre niveaux comme au 52-54 rue Saint-Pierre. L'influence italienne est indéniable : le goût de la géométrie y est affirmé par des lignes très strictes et les références à l'Antiquité y sont nombreuses. La symétrie est omniprésente et les façades sont plus sobres qu'à l'hôtel d'Escoville où les sculptures sont beaucoup plus nombreuses. Au rez-de-chaussée, l'architecte a imité le style des arcs de triomphe en accolant deux petites baies en plein cintre à une baie plus importante. Comme à l'hôtel d'Escoville, la cage d'escalier, placée ici à l'extérieur du volume, est surmontée d'un lanternon coiffé d'une statue qui s'inspire du tempietto de Bramante, petit temple de forme circulaire hérité du tholos grec. Enfin la façade est scandée par des colonnes d'ordre composite avec chapiteaux corinthien, alors qu'au niveau inférieur l'architrave est ornée de denticules. La toiture au contraire garde les traits distinctifs de l'architecture française. Elle représente 40 % de la hauteur totale du bâtiment et la pente du toit est donc très raide. Cette tradition des combles de forte hauteurs, éclairés par une lucarne, se retrouvent dans de nombreux bâtiments en Normandie comme le château de Fontaine-Henry ou le château d'Ô.
Les arcades ont par la suite été fermées par de grands vitrages et le niveau inférieur séparé par un nouveau plancher. Lors de la restauration qui a eu lieu entre 1969 et 1973, les baies ont été laissées ouvertes et le niveau intermédiaire n'a pas été reconstruit. Lors de ces travaux, les murs en pierre de Caen ont également été repris par une armature en béton armé et ne sont donc plus porteurs ; comme pour l’hôtel d'Escoville ou l’hôtel de Than, la structure de l'hôtel de Mondrainville s’apparente désormais à celle des immeubles de la Reconstruction.

## Sources bibliographiques
- Dossier pédagogique du musée de Normandie, réalisé par l’Association des Amis du Musée de Normandie : Caen et la Renaissance, p. 10-11 [lire en ligne (page consultée le 22 août 2008)]

- Patrice Gourbin, Construire des monuments historiques ? La confrontation des monuments historiques et de la modernité dans la reconstruction de Caen après 1944, Paris, université Paris-I, 2000

- Christophe Collet, Caen, cité médiévale : bilan d'histoire et d'archéologie, Caen, Caen Archéologie, 1996